# Clément Payen
Pas d'image ? Cliquez ici

a Compétitions nationales et continentales officielles uniquement.

Dernière mise à jour le 6 août 2022.
Clément Payen, né le 11 novembre 1986, est un joueur français de rugby à XV qui évolue au poste de demi de mêlée.

## Biographie
Fils de Christian Payen, ancien joueur du Stade français, Clément Payen a trois frères, Guillaume, Thomas et Maxime.
En 2006, il débute en équipe première au RC Massy. Dès cette première saison 2006-2007, il joue 11 matchs dont 5 comme titulaire. Il y joue notamment aux côtés de son frère Thomas.
En 2010, il quitte le RC Massy et s'engage avec le RC Vannes. Clément Payen y obtient rapidement le brassard de capitaine. En 2016, il reste dans les mémoires comme étant le capitaine de la montée en Pro D2. En janvier 2019, il décide de prendre sa retraite après une entorse au médio-pied. Son entraîneur Jean-Noël Spitzer dit alors de lui qu'il était « l'un des meilleurs de Pro D2 à son poste ».